# Připojení Přímoří k mateřskému státu

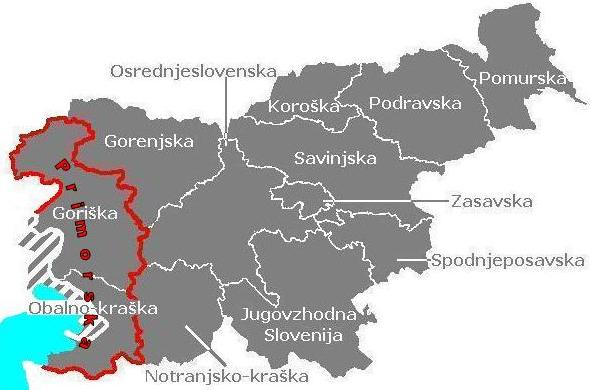
Mapa Slovinska s regionem Přímoří na západě (červený obrys) včetně části, která připadla Itálii (šrafovaně)

Připojení Přímoří k mateřskému státu (slovinsky Vrnitev Primorske k matični domovini) je slovinský státní svátek, který připadá na 15. září. V tento den v roce 1947 vstoupila v platnost mírová smlouva s Itálií, na jejímž základě připadla Jugoslávii většina Přímoří. Tento den byl za svátek prohlášen v roce 2005.
Oblast Přímoří byla po první světové válce připojena k Itálii, což bylo v roce 1920 formálně stvrzenou Rapallskou smlouvou. V oblasti však nadále fungovaly organizace, které měly zájem o připojení těchto území ke Království Srbů, Chorvatů a Slovinců, resp. k Jugoslávii. Podpora těchto organizací byla ze strany Jugoslávie pozastavena po vojenské porážce Francie v roce 1940. Za druhé světové války bylo Slovinsko rozděleno na italský, říšskoněmecký a maďarský zábor. Oblast Přímoří byla nadále součástí Itálie. Jakmile v září 1943 Itálie kapitulovala, byly italské provincie Udine, Gorizia, Trieste, Pola, Fiume a Quarnaro sloučeny s okupovanými částmi Slovinska do tzv. Operationszone Adriatisches Küstenland (Operační zóna jadranské pobřeží), což znamenalo přímý německý vliv. Za přímé německé okupace byli z taktických důvodů ustaveni do funkcí starostů zástupci většinového etnika – zatímco Slovinci osídlená část Přímoří měla starosty slovinské, Terst zůstal v italských rukou. Národněosvobozenecké jugoslávské jednotky oblast na konci války obsadily, ale definitivní vymezení hranic znamenala až mírová smlouva s Itálií z 10. února 1947, která vstoupila v platnost 15. září 1947. Italsko-jugoslávským hranicím se poté věnovaly další vzájemné mezinárodní smlouvy – Londýnské memorandum a Osimská dohoda.
Tento státní svátek není dnem pracovního klidu.